# Serie A-skandalen 2006
Serie A-skandalen 2006 (italienska: calciopoli eller Moggiopoli) är en härva av brott och andra oegentligheter som upptäcktes av italiensk polis under maj 2006 i den italienska fotbollsligan Serie A. De italienska storklubbarna Juventus, Lazio, Fiorentina och AC Milan anklagades för att ha påverkat matchresultaten genom att välja ut lojala domare och assisterande domare som dömde deras matcher. Flera högt uppsatta personer inom Italiens fotbollsförbund Federazione Italiana Giuoco Calcio anklagades för att ha låtit domarmanipulationerna fortgå.
Under april 2007 rapporterades det att den italienska polisen valt att återuppta undersökningarna om uppgjorda matcher säsongen 2004/2005. Denna gång undersökte man resultaten i 15 nya matcher. De klubbar som straffats 2006 riskerade dock inte några nya straff; däremot riktades anklagelser mot Messinas sportdirektör, samt flera domare och assistentdomare som inte tidigare har förekommit i undersökningen.

## 14 juli
Enligt den dom som meddelades den 14 juli blev Juventus fråntaget sina två senaste mästerskapstitlar och även nedflyttat till Serie B där laget startade säsongen 2006/2007 med 30 minuspoäng. Fiorentina och Lazio startade säsongen med 12 respektive 7 minuspoäng. AC Milan slapp nedflyttning men straffades med 44 minuspoäng för säsongen 2005/2006 och startade dessutom säsongen 2006/2007 i Serie A med 15 minuspoäng. Flera personer inom Federazione Italiana Giuoco Calcio samt klubbledare och domare dömdes till böter och blev avstängda från fotbollen.
Domslutet innebar att Inter och Roma var direktkvalificerade till Champions League säsongen 2006/2007. Palermo och Chievo fick kvala till turneringen. Toscana-klubbarna Empoli och Livorno blev kvalificerade till Uefacupen säsongen 2006/2007. Tidigare nedflyttade trion Treviso, Messina och Lecce undgick nedflyttning till Serie B. 
De fyra klubbarna överklagade domarna.

## 25-26 juli
25 juli föll domen efter överklaganden från de dömda parterna. 
Milan fick sitt poängstraff reducerat från 15 till 8 minuspoäng kommande säsong. Dessutom fick laget ett mindre avdrag för föregående säsong, 30 istället för 44 minuspoäng, och fick därmed delta i Champions League. (Där klubben vann turneringen 2006/2007)
Både Lazio och Fiorentina fick börja säsongen i Serie A med poängavdrag, men slapp alltså nedflyttning. Fiorentina fick börja på minus 19 poäng och Lazio på minus 11 poäng. Juventus fick börja Serie B med 17 poängs avdrag istället för 30. Juventus fick som tidigare beslutats lämna ifrån sig mästartiteln från säsongen 2004/2005. Den 26 juli meddelade en specialkommitté tillsatt av det italienska fotbollsförbundet att Inter tilldelats "scudetton" för säsongen 2005/06. Däremot blev 2004/05 års ligaguld inte tilldelat något lag.

## 7 augusti
Reggina drogs in i skandalen 7 augusti, då det avslöjades att domare i sex matcher dömde till Regginas fördel. Domen föll 17 augusti: 15 poäng minuspoäng till säsongen 2006/2007 plus 100 000 euro i böter.

## 27 oktober
Efter att klubbarna överklagat sina domar till Italiens Olympiska Kommitté föll den slutgiltiga domen den 27 oktober. Straffen reducerades till 9 poängs avdrag för Juventus, 3 poäng för Lazio och 15 poäng för Fiorentina. Milan och Reggina fick behålla sina poängstraff.

## Bakgrund
Skandalen uppdagades av en händelse då italiensk polis undersökte dopningsmisstankar mot vissa spelare i Juventus. Under en telefonavlyssning av Juventus sportdirektör Luciano Moggis telefon hörde polisen att Moggi, i konversation med företrädare för italienska fotbollsligan, diskuterade domare som de tillsatt under säsongen 2004/2005.